# George Coșbuc
George Coșbuc (Hordou, 20 de septiembre de 1866 - Bucarest, 9 de mayo de 1918) fue un poeta y traductor rumano, originario de Transilvania, en aquel entonces bajo soberanía del Imperio austrohúngaro.

## Biografía
George Coșbuc fue el séptimo hijo de Sebastian Coșbuc, sacerdote greco-católico, y Mariei, hija, también, de un sacerdote greco-católico de Telciu. Ya como estudiante entró en el círculo literario local, Virtus Romana Rediviva, con la oposición de su padre, que lo veía como un obstáculo a la carrera eclesiástica que pretendía que siguiera su hijo. Realizó estudios primarios en Telciu y luego secundarios en Nasaud, donde adquirió una sólida cultura leyendo clásicos de la literatura rumana y universal. Posteriormente trabajó como profesor en Nasaud.
En 1882 publicó sus primeros poemas en el almanaque anual del club literario. Entre 1884 y 1886 asistió a cursos en la Universidad de Cluj. Recogió cuentos de hadas e historias populares, para reescribirlos y publicarlos. Entre 1887 y 1889 fue redactor del periódico de Cluj, Tribuna, la época más fecunda de su vida, donde trabajaba gente como Ioan Slavici, Ioan Bechnitz o Septimiu Albini, y que fueron fundamentales en su carrera literaria. Dicho período culminó con la publicación de Nunta Zamfirei, que recibió elogios en los círculos literarios de Rumanía y lo consagró como poeta. Se mudó a Bucarest, haciéndose hueco entre el círculo cultural e intelectual de la ciudad. Colaboró con la revista Convorbiri Literare y conjuntamente con otros antiguos educadores preparó una colección de textos en rumano como manual escolar, Carte de românească citire.
En 1893 publicó Balade și idile, un volumen que cimentó su reputación y después tocó la poesía con connotaciones políticas, como los enfáticos Noi Vrem pă mânt o Lupta vieții. En esa época comenzó su colaboración con la revista literaria, Vatra.
En 1895 finalizó la traducción de la Eneida de Virgilio. En 1896 publicó una antología de poemas y relatos con el título Versuri și proză. En tres años publicó grandes fragmentos de la obr de Kalidasa, gracias a traducciones alemanas del texto original en sánscrito. Tradujo La odisea de Homero y varias obras de Friedrich Schiller.
En 1898 la Academia Rumana lo consideró como miembro eminente. Prosiguió con sus traducciones, destacando la totalidad de la Divina Comedia de Dante Alighieri. En 1901 fundó con Alexandru Vlahuță, la revista literaria Sămănătorul. Después de perder un hijo en un accidente en 1915 dejó toda actividad literaria y murió en 1918.

## Obras[6]
- Blestem de mamă, Sibiu, 1885
- Pe pământul turcului , Sibiu, 1885
- Fata craiului din cetini , Sibiu, 1886
- Draga mamei , Sibiu, 1886
- Fulger , Sibiu, 1887
- Balade și idile , Bucarest, 1893
- Fire de tort , Bucarest, 1896
- Războiul nostru pentru neatârnare Bucarest, 1899 or, Craiova, 1995
- Povestea unei coroane de oțel , Bucarest, 1899; Bucarest, 1992
- Din țara Basarabilor, Bucarest, 1901
- Ziarul unui pierde-vară , Bucarest, 1902
- Dintr-ale neamului nostru , Bucarest, 1903
- Cântece de vitejie , Bucarest, 1904
- Superstițiunile păgubitoare ale poporului nostru , Bucarest, 1909
- Balade, Bucarest, 1913;
- Drumul iubirii , Bucarest, 1916;
- Povești în versuri , edición establecida por Nicolae Drăganu, Sibiu, 1921
- Poezii alese, con un prefacio de Mihai Beniuc, Bucarest, 1952
- Poezii , edición en dos volúmenes, con un prefacio de Dumitru Micu, București, 1953;
- Despre literatură și limbă , Bucarest, 1960
- Versuri , Bucarest, 1961
- Fire de tort. Cântece de vitejie , I-II, , Bucarest, 1966
- Opere alese  vol. I-IX, Bucarest, 1966-1998,
- Opera poetică , I-II, Chișinău, 2000
- Scrieri alese, Iași, 2001